# 坎克爾縣
坎克爾縣是印度的一個縣，位於該國中部，由恰蒂斯加爾邦負責管轄，面積5,285平方公里，每年平均降雨量1,492毫米，2001年人口651,333，人口密度每平方公里123人。

## 外部連結
- 官方网站
- （页面存档备份，存于） List of places in Kanker
- District Photo Gallery
- Government Water Quality Website

20°16′19″N 81°29′35″E / 20.27194°N 81.49306°E